# 1. FC Kaiserslautern
1. FC Kaiserslautern er en tysk fodboldklub beliggende i Kaiserslautern.

## Historie
Klubben kan spores tilbage til 1900, hvor to mindre klubber slog sig sammen under navnet FC 1900. I 1909 blev denne klub slået sammen med to andre klubber, men den endelige dannelse af klubben stod først i 1929 med indlæggelsen af endnu to klubber. Det nuværende navn blev brugt fra 1932.
I tiden før 2. verdenskrig førte Kaiserslautern en noget anonym tilværelse på nationalt plan. Efter krigen fik holdet en opblomstringstid med brødrene Ottmar og Fritz Walter på holdet. I 1951 vandt klubben det første tyske mesterskab, og klubben havde ikke mindre end fem spillere med på landsholdet, der vandt VM i fodbold 1954.
Kaiserslautern kom med i Bundesligaen ved starten herpå i 1963, og her forblev klubben, indtil det i 1996 blev til nedrykning for en enkelt sæson, men allerede i 1998 vandt klubben med træner Otto Rehhagel som den første oprykker i tysk historie mesterskabet. Klubben har de seneste år kæmpet med økonomiske problemer og måtte derudover acceptere en nedrykning igen i 2006.
I 2007 ansatte klubben danske Michael Schjønberg som sportsdirektør. Han spillede også i klubben i sin aktive karriere. Han forlod dog klubben samme år efter uoverensstemmelser med bestyrelsesmedlemmet Klaus Toppmöller.
I april 2008, da det så allersortest ud for Kaiserslautern – der var 8 point op til den første ikke-nedrykningsplads – skiftede den tidligere angriber Stefan Kuntz sit job som sportsdirektør i VfL Bochum ud med posten som bestyrelsesformand i Kaiserslautern, som hidtil havde været besat af Erwin Göbel. Med Kuntz og den nye træner Milan Sasic ved roret lykkedes redningen i de sidste 20 minutter af sæsonens sidste kamp mod 1. FC Köln, der på det tidspunkt allerede var rykket op. 50.000 tilskuere fejrede redningen som et mesterskab, og det blev optakten til en eufori, der skulle bære det meste af den følgende sæson, hvor man overvintrede på ligaens andenplads. Desværre glippede oprykningen i de sidste kampe, og sammen med et stadig dårligere forhold mellem træner Sasic og spillerne førte dette til Sasic' fyring.
Efter en to måneder lang søgen efter en ny træner, endte Kuntz med at ansætte Marco Kurz, der sæsonen forinden var blevet afskediget i 1860 München pga. dårlige sportslige resultater. Det lykkedes at forlænge lejeperioden for Sidney Sam (der var udlejet fra Hamburger SV), ligesom Georges Mandjeck blev hentet tilbage fra Stuttgart – han havde tidligere spillet en halv sæson i Kaiserslautern på lejebasis. Sammen med Bastian Schulz fra Hannover 96, den brasilianske forsvarsspiller Rodnei fra Hertha BSC og angrebskæmpen Adam Nemec (fra KRC Genk) blev truppen holdt sammen og tilføjet kvalitet. Langt de fleste spillere fra den forgangne sæson præsterede pludselig endnu bedre (navnlig Alexander Bugera og Sidney Sam), og sammen med en bomstærk defensiv, der spillede i samme formation i næsten alle sæsonens 34 kampe, førte det til den længe ventede oprykning i 1. Bundesliga. 
Denne blev dog mod forventning ikke sikret mod nedrykningstruede Hansa Rostock i tredjesidste spillerunde, men lykkedes først idet upåagtede FSV Frankfurt slog forfølgeren FC Augsburg to dage senere – en kamp som afgjordes af brasilianske Cidimars fantastiske saksespark, og som blev fejret af ca. 1000 Kaiserslautern-fans, der var rejst til Frankfurt. 
Klubledelsen og spillerne så kampen sammen på storskærm på 21. etage af Kaiserslauterns rådhus, hvorefter de sammen med omtrent 10.000 fans spontant samledes i byen for at fejre oprykningen.

## Resultater
- 1948: Finalist i slutkampen om det tyske mesterskab
- 1951: Tysk mester
- 1953: Tysk mester
- 1954: Finalist i slutkampen om det tyske mesterskab
- 1955: Finalist i slutkampen om det tyske mesterskab
- 1961: Finalist i den tyske pokalturnering
- 1972: Finalist i den tyske pokalturnering
- 1976: Finalist i den tyske pokalturnering
- 1981: Finalist i den tyske pokalturnering
- 1982: Semifinalist i UEFA cup turneringen
- 1990: Tysk pokalvinder
- 1991: Tysk mester; Superpokalvinder
- 1994: Vice-mestre (Bundesligaen)
- 1996: Tysk pokalvinder
- 1998: Tysk mester
- 2001: Semifinalist i UEFA cup turneringen
- 2003: Finalist i den tyske pokalturnering
- 2010: Vinder af 2. Bundesliga (direkte oprykning)

## Aktuel trup
: Oversigten er opdateret til og med 11. juli 2016
| Nr. | Land      | Position | Spiller                        |
| --- | --------- | -------- | ------------------------------ |
| 1   | Tyskland  | MM       | André Weis                     |
| 3   | Tyskland  | FO       | Tim Heubach                    |
| 4   | Tyskland  | FO       | Patrick Ziegler                |
| 5   | Brasilien | FO       | Ewerton (lånt fra Sporting CP) |
| 6   | Finland   | MI       | Alexander Ring                 |
| 9   | Tyskland  | AN       | Lukas Görtler                  |
| 10  | Ungarn    | MI       | Zoltán Stieber                 |
| 11  | Cameroun  | AN       | Jacques Zoua                   |
| 13  | Slovakiet | MI       | Róbert Pich                    |
| 14  | Tyskland  | AN       | Sebastian Jacob                |
| 17  | Tyskland  | MI       | Maximilian Dittgen             |
| 18  | Tyskland  | MI       | Christoph Moritz               |
| 19  | Tyskland  | MI       | Marcel Gaus                    |

| Nr. | Land                | Position | Spiller                                 |
| --- | ------------------- | -------- | --------------------------------------- |
| 20  | Polen               | AN       | Kacper Przybylko                        |
| 21  | Østrig              | FO       | Phillipp Mwene                          |
| 22  | Tyskland            | MM       | Julian Pollersbeck                      |
| 23  | Bosnien-Hercegovina | FO       | Mensur Mujdza                           |
| 24  | Tyskland            | MI       | Marlon Frey (lånt fra Bayer Leverkusen) |
| 27  | Tyskland            | MI       | Sebastian Kerk (lånt fra SC Freiburg)   |
| 28  | Tyskland            | MI       | Daniel Halfar (Anfører)                 |
| 29  | Østrig              | FO       | Stipe Vučur                             |
| 34  | Albanien            | FO       | Naser Aliji                             |
| 35  | Nigeria             | AN       | Osayamen Osawe                          |
| 37  | Tyskland            | AN       | Nicklas Shipnoski                       |
| 38  | Tyskland            | MI       | Nils Seufert                            |

## Kendte spillere
- Hans-Peter Briegel (1975-1984) – 72 landskampe
- Ronnie Hellström (1974-1984) – 77 landskampe
- Carsten Jancker (2004-2006) – 33 landskampe
- Miroslav Klose (2001-2004) – 94 landskampe(48 mål), VM- og Bundesliga-topscorer 2006 (hhv. 5 mål/6 kampe og 25 mål/26 kampe), Årets Fodboldspiller i Tyskland 2006
- Stefan Kuntz (1989-1995) – 25 landskampe(6 mål), Årets Fodboldspiller i Tyskland 1991
- Otto Rehhagel (1966-1972) – senere succesrig træner for klubben
- Roland Sandberg (1973-1977) – 37 landskampe
- Ciriaco Sforza (1997-2000 + 2002-2006) – 79 landskampe
- Fritz Walter (1928-1959) – 61 landskampe(33 mål), Æresanfører for det tyske landshold, verdensmester 1954
- Ottmar Walter (1947-1958) – 21 landskampe(10 mål), verdensmester 1954
- Halil Altıntop (2003-2006)
- Marco Engelhardt (2004-2006) – 3 landskampe
- Jón Daði Böðvarsson (2016-) – 24 landskampe

### Danske spillere
- Bjarne Goldbæk (1990-1994) – 28 landskampe
- Michael Schjønberg (1996-2001) – 44 landskampe
- Esben Hansen (2007-2008) 1 landskamp
- Leon Jessen (2010-) 4 landskampe
- Nicolai Jørgensen (2012) 5 landskampe
- Mads Albæk (2017) 0 landskampe

## Europæisk deltagelse
| Sæson   | Runde       | Modstander     | Hjemme | Ude | V | U | T | Mål   | P  |
| ------- | ----------- | -------------- | ------ | --- | - | - | - | ----- | -- |
| 1998-99 | Gruppespil  | Benfica        | 1-0    | 1-2 | 1 | 0 | 1 | 2-2   | 3  |
| -       | -           | HJK Helsinki   | 5-2    | 0-0 | 1 | 1 | 0 | 5-2   | 4  |
| -       | -           | PSV Eindhoven  | 3-1    | 2-1 | 2 | 0 | 0 | 5-2   | 6  |
| -       | Kvartfinale | Bayern München | 0-4    | 0-2 | 0 | 0 | 2 | 0-6   | 0  |
| Total   | -           | -              | 9-7    | 3-5 | 4 | 1 | 3 | 12-12 | 13 |

## Andre aktiviteter
Klubben har også en basketballafdeling.